# Queixa
Queixa  ou queixa-crime  é a denominação dada pela Lei à petição inicial da ação penal privada intentada pelo ofendido ou seu representante legal. A queixa deve estar revestida dos mesmos requisitos da denúncia, diferindo apenas pelo titular: a denúncia é a peça vestibular da ação penal pública, enquanto a queixa, refere-se a ação penal privada.
Por ser de interesse privado, é necessário que o ofendido contrate um advogado ou procure a Defensoria Pública para que o procedimento seja iniciado. Assim, o direito de queixa deve ser exercido pelo ofendido ou seu representante legal através de "procurador com poderes especiais, devendo constar do instrumento do mandato o nome do querelante e a menção do fato criminoso" (art. 44, CPP).
A queixa só será admitida dentro do prazo de seis meses, contado a partir do dia em que a vítima tomou conhecimento de quem é o autor do crime. Não exercendo esse direito dentro do prazo estipulado na Lei, o ofendido perde o direito de queixa por conta da decadência.